# Tandfollikel

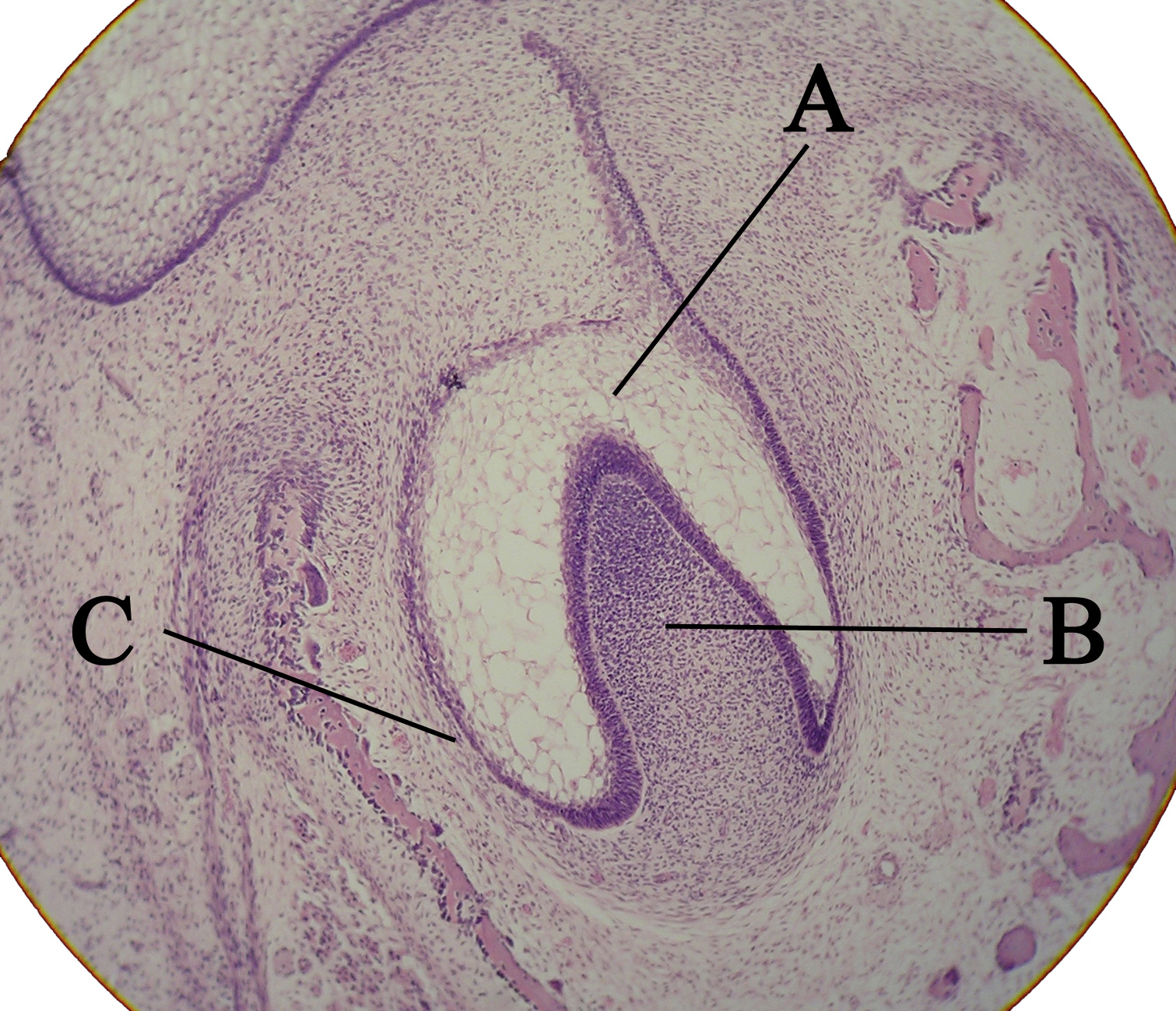
Tandknop of tandkiem. A:glazuurorgaan, B: tandpapil, C: tandfollikel. De tandknop is de eerste ontwikkeling (vanaf de 13e embryonale week) van een gebitselement aan de buitenzijde van de tandlijst. De tandlijst is de strengvormige instulping van het meerlagig plaveiselepitheel van het ectoderm van de mondholte in het onderliggende mesenchym in de 6e embryonale week; aan deze streng ontstaan na de 13e embryonale week de tandknoppen.

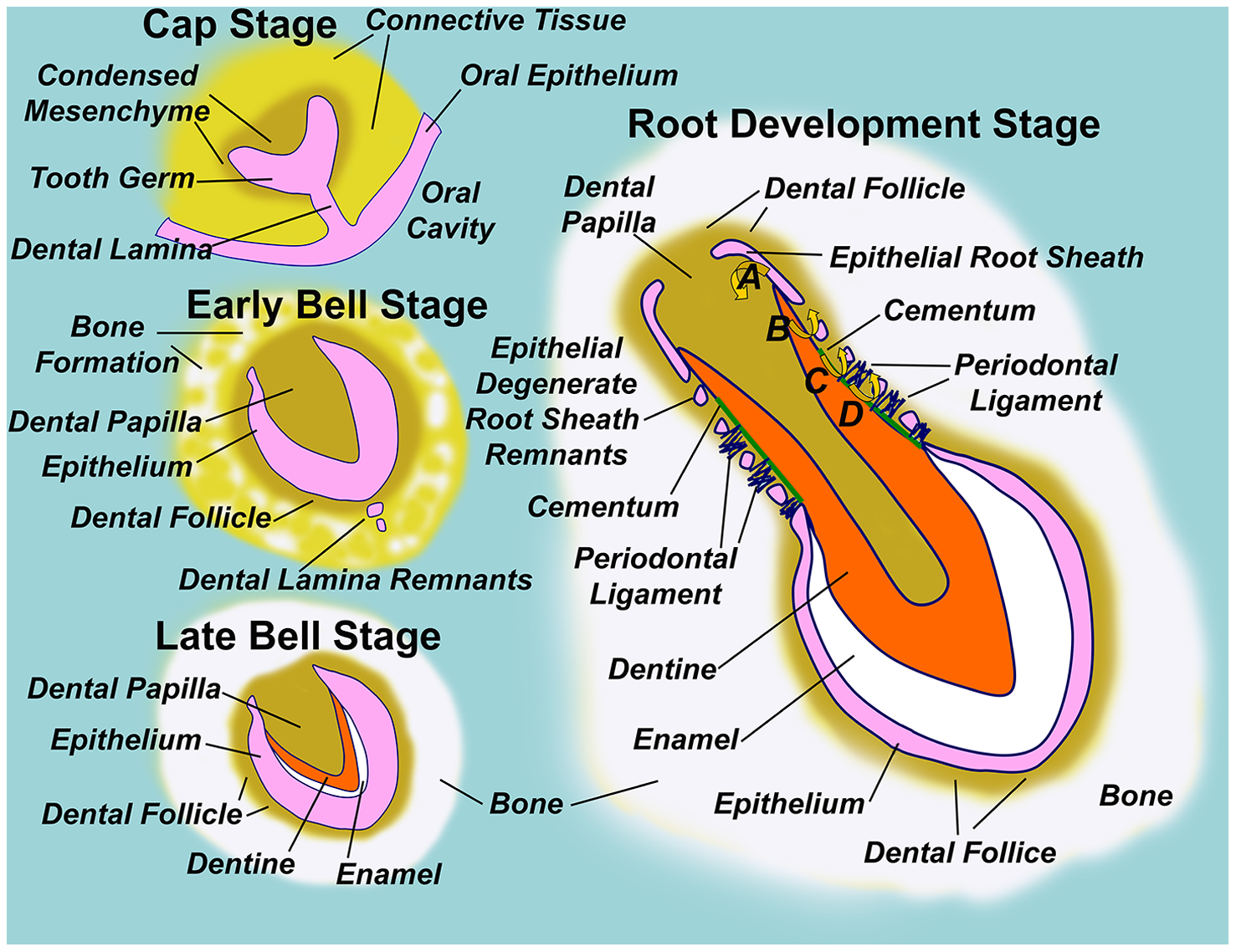
Tandontwikkeling. Dental Follicle: Tandfollikel. In het vroege embryo is de mondholte gescheiden van het onderliggende bindweefsel door een meerlagig plaveiselepitheel. Een epitheelrand dringt het bindweefsel binnen om de dentale lamina te vormen, terwijl individuele tandkiemen in het 'kapstadium' van de tandontwikkeling te zien zijn als 'koepelvormige' verdikkingen in de dentale lamina, omgeven door gecondenseerd mesenchym. Degeneratie van de dentale lamina tot epitheliale resten isoleert de tandkiem van het orale epitheel in het 'vroege klokstadium', zo genoemd omdat het tandkiemepitheel zich omvormt tot een klokvorm, waarbij het binnenoppervlak de vorm van de tandkroon definieert en het gecondenseerde mesenchym van de tandpapil, de toekomstige tandpulpa, omsluit. De tandfollikel bestaat uit gecondenseerd mesenchym direct rondom het 'klokvormige' epitheel, en botvorming begint rond de follikel. In het 'late kloksatdium' van de tandontwikkeling sturen inductieve signalen vanuit het epitheel de differentiatie van dentinevormende odontoblasten in de aangrenzende tandpapil aan. Progressieve lagen dentine dringen de ruimte van de tandpapil binnen, terwijl dentine zelf fungeert als een verder inductief signaal dat de binnenste epitheelcellen van de tandkiem aanzet tot differentiatie tot glazuurvormende ameloblasten. Analoog aan dentine worden lagen glazuur afgezet door ameloblasten ten koste van het tandkiemepitheel, zodat de tandkroon is gevormd aan het einde van het 'late klok stadium'. Gedurende de gehele ontwikkeling gaat de botvorming rond de tandfollikel door en wordt de tandkiem ingesloten in een benige ruimte die in de kaak is ingebed. De wortelontwikkeling wordt geïnitieerd door de neerwaartse groei van epitheelcellen aan de 'lip van de klok' om een epitheliale wortelschede te vormen. Wortelschede-epitheelcellen instrueren de dentinevorming in de onderliggende papil (A) en reageren op het nieuw gevormde dentine door te degenereren tot wortelschederesten. Dentine wordt zo blootgesteld aan cellen van de tandfollikel, die reageren door cementoblastdifferentiatie (B). Cementoblasten brengen vervolgens een laag cement aan over het blootliggende dentine, terwijl cementum zelf fungeert als een verder inductief signaal naar cellen van de follikel om het parodontale ligament te vormen dat cementum via dichte collageenvezels aan de omliggende benige crypte verankert (D). Op deze manier definieert de wortelschede de wortelvorm, waarbij de verste uithoek van de wortelschedegroei de worteltop definieert, en inductieve stappen na degeneratie van de wortelschede zorgen voor de noodzakelijke benige aanhechting van tanden via het parodontale ligament.

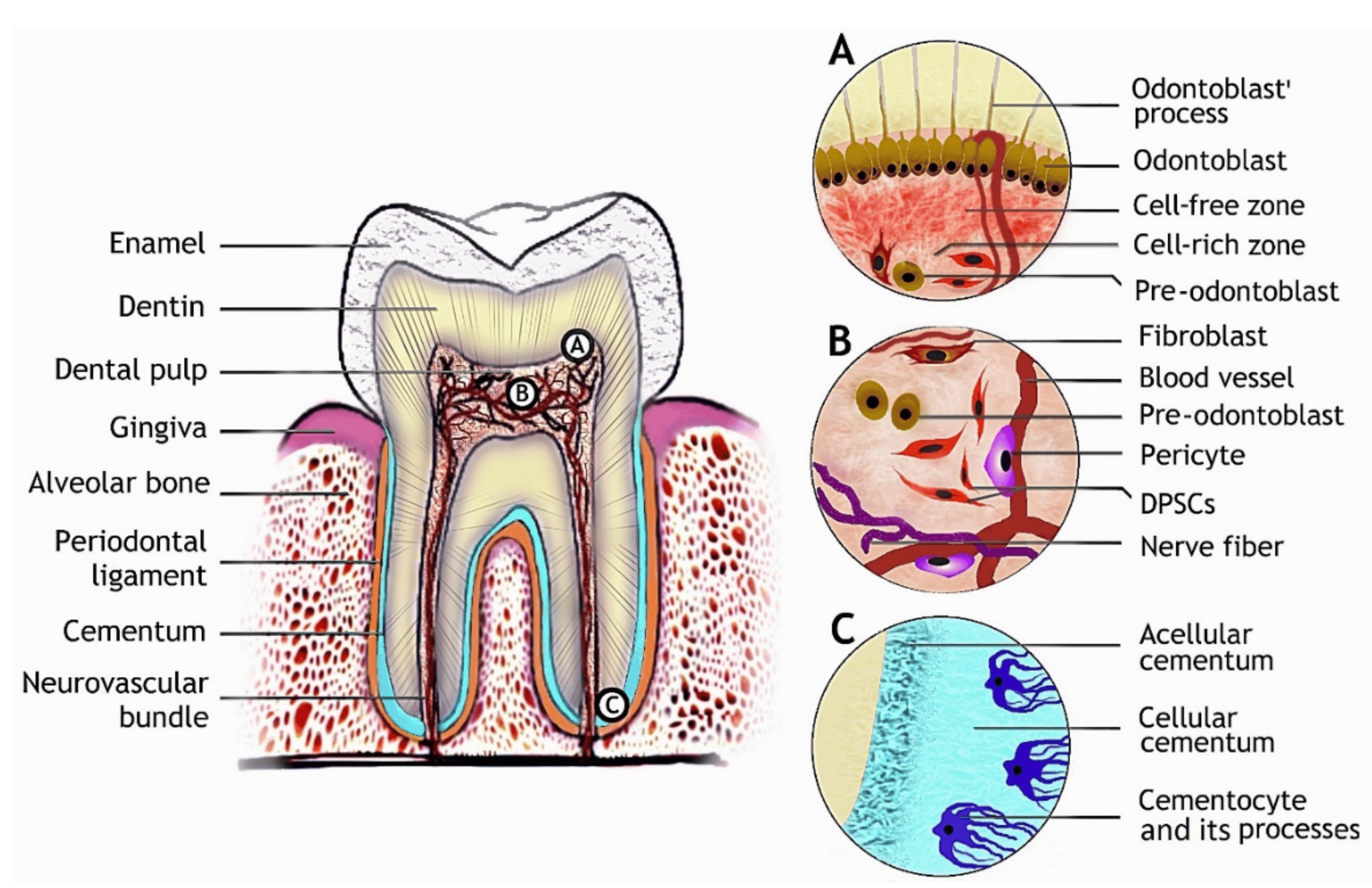
Tandstructuren

De tandfollikel is een vasculair, vezelig zakje die de zich ontwikkelende tand en zijn odontogene orgaan bevat en bestaat uit mesenchymale cellen en vezels die het glazuurorgaan en de tandpapil van een zich ontwikkelende tand omringen. De tandpapil is de konische mesenchymmassa met eroverheen het klokvormige glazuurorgaan van de zich ontwikkelende tand.
De tandfollikel differentieert tot het parodontale ligament. Daarnaast bevat het voorlopercellen van het parodontium, waaronder osteoblasten, cementoblasten en fibroblasten. Deze ontwikkelen zich respectievelijk tot het alveolaire bot (het deel van het bot dat de tandkassen in de kaakbeenderen bevat), het cementum met vezels van Sharpey en de parodontale ligamentvezels. Net als de tandpapil voorziet de tandfollikel het glazuurorgaan en de tandpapil van voeding en heeft ook een extreem rijke bloedtoevoer.

## Rol bij tanddoorbraak
De vormende rol van de tandfollikel begint wanneer de bovenkant van de kroon volledig ontwikkeld is en vlak voordat de tand in de mondholte doorbreekt.
Hoewel de mechanismen van tanddoorbraak nog niet volledig begrepen zijn, kan over het algemeen worden aangenomen dat veel factoren samen het tanddoorbraakproces beïnvloeden, waardoor het erg moeilijk is om oorzaken en gevolgen te onderscheiden. Er zijn veel theorieën over tanddoorbraak voorgesteld. Ideeën zoals hervorming van het alveolaire bot, wortelverlenging en tot op zekere hoogte is de meest waarschijnlijke reden voor tanddoorbraak bij mensen de vorming van het parodontale ligament.

### Bothervorming
Bothervorming van de kaken is in verband gebracht met tanddoorbraak zodat in de pre-doorbraak fase van een tand het natuurlijke groeipatroon van de boven- of onderkaak theoretisch tanden zou verplaatsen door de selectieve afzetting en reabsorptie van bot in de aangrenzende omgeving van de tand. Een reeks experimenten bij honden levert de meest betrouwbare onderbouwing op om aan te tonen dat bothervorming een oorzaak is van tandverplaatsing.
Wanneer een doorbraak wordt gestopt door de tandknop te verbinden met de onderrand van de onderkaak, of wanneer de tandfollikel ongestoord blijft terwijl de zich ontwikkelende premolaar wordt verwijderd, verwijden osteoclasten het gubernaculum kanaal, terwijl zich een doorbraakpad ontwikkelt in de botbedekking over de verwijderde tand. Er zal zich echter geen doorbraakpad ontwikkelen als de tandfollikel wordt verwijderd. Het gubernaculum kanaal is een bindweefselstrengetje tussen de wortelpunt van een melktand en de knop van de blijvende tand dat tijdens de wisseling op de plaats van de melktand gaat komen.
In veel studies met het gebruik van tetracyclines als indicatoren voor botafzetting is aangetoond dat botresorptie de belangrijkste activiteit is in de fundus van een alveolus bij een aantal diersoorten, waaronder de mens. De alveolus is de ruimte in het onderkaak- en bovenkaakbeen waarin de tanden zitten. Bij mensen bijvoorbeeld zal de basis van de tuimte van de eerste en derde blijvende molaren herhaaldelijk resorberen tijdens de doorbraak van deze tanden, hoewel er bij de tweede molaren en de tweede premolaren enige botafzetting op de bodem van de tuimte zal plaatsvinden. In onderzoek is waargenomen dat alveolaire botgroei aan de basis van de ruimte een voorwaarde is voor de doorbraak van kiezen bij ratten. Voor het doorkomen van tanden is een tandfollikel nodig, terwijl de tandfollikel de bothervorming reguleert.

### Tandfollikel
Onderzoek toont een herhaalde reeks cellulaire activiteiten aan waarbij het gereduceerde tandepitheel en de follikel betrokken zijn, die verband houden met tanddoorbraak en die botabsorptie en bindweefselafbraak bevorderen. Door het ontbreken van koloniestimulerende factor 1, een factor die de differentiatie van osteoclasten bevordert, is er bij osteopetrotische dieren geen mechanisme voor botverwijdering aanwezig en wordt doorbraak daardoor voorkomen. De dorbraak vindt plaats wanneer differentiatie van osteoclasten mogelijk is door lokale toediening van koloniestimulerende factor 1 (M-CSF). Proteasen, die worden geproduceerd door het gereduceerde glazuurepitheel, resulteren in een pad van de minste weerstand omdat ze de afbraak van bindweefsel bevorderen. Bij het stimuleren van de alveolaire botgroei aan de basis van de ruimte, kan expressie van het botmorfogenetisch proteïne-6 in de tandfollikel ook noodzakelijk zijn.
Er wordt ook gedacht dat er signalering bestaat tussen de tandfollikel en het gereduceerde glazuurepitheel. Deze signalering zou een plausibele verklaring kunnen zijn voor de opmerkelijke regelmaat van de doorbraaktijdstippen, aangezien het glazuurepitheel hoogstwaarschijnlijk geprogrammeerd is als onderdeel van zijn functionele levenscyclus. Signalering zou ook kunnen helpen verklaren waarom de tandfollikel, die niet gerelateerd is aan gereduceerd glazuurepitheel, betrokken is bij de vorming van het parodontaal ligament, maar geen degeneratie ondergaat.

### Parodontale ligament
Cellen van de tandfollikel differentiëren tot collageenvormende fibroblasten van cementoblasten en parodontale ligamenten, die cement produceren en afscheiden op het oppervlak van de tandwortels. Wanneer de tandwortels uiteenvallen, zullen sommige cellen van de tandfollikel de wortels van de tand binnendringen. Tere vezels die langs de zich ontwikkelende wortels nabij de cervicale regio van de kroon verschijnen, zullen ook worden gevormd door sommige cellen van het ligament. Dit zijn hoogstwaarschijnlijk de stamcelfibroblasten die de belangrijkste vezelgroepen vormen die aan de oppervlakte komen naarmate de wortels langer worden. Wanneer vezels zich in het cement van het worteloppervlak nestelen, zal het andere uiteinde zich hechten aan het zich vormende alveolaire bot.
Verjonging en ontwikkeling van het parodontale ligament worden beschouwd als een factor bij het doorbreken van de tand vanwege de trekkracht van fibroblasten en vanwege experimentele resultaten gebaseerd op de continu doorbrekende rattensnijtand. Dit is niet het geval wanneer het bestaan van het parodontale ligament niet altijd overeenkomt met resorptie bij tanden met een beperkte groeiperiode. Er doen zich echter gevallen voor waarbij wortelloze tanden doorbreken en waarbij er wel het parodontale ligament aanwezig is, maar de tand niet doorbreekt.
Er bestaat een significant verschil in de vezelvorming tussen tanden met voorgangers en tanden zonder voorgangers. Voor de eerstgenoemde groep tanden (zoals de blijvende snijtanden, de hoektanden en de premolaren) zal de hoofdvezelgroep zich later ontwikkelen dan voor de laatstgenoemde groep tanden (zoals de melktanden en de blijvende molaren). Waarneembaar is dat de kroonhelft van het parodontale ligament bestaat uit goed samengestelde, schuin georiënteerde bundels van collageenvezels wanneer een doorbrekende blijvende kies de mondholte binnenkomt. Het omgekeerde geldt ook. Het grootste deel van het parodontale ligament van een doorkomende, permanente premolaar is ontdaan van een waarneembaar aantal georganiseerde collageenvezelbundels die van de tand naar het alveolaire bot lopen.

### Moleculaire factoren betrokken bij tanddoorbraak
Tanddoorbraak is een nauwgezet gecontroleerd proces waarbij het tandorgaan, bestaande uit de tandfollikel en het glazuurorgaan, en aangrenzende alveolaire weefsels betrokken zijn. De balans tussen weefselvorming van bot, parodontale ligament en wortel, en weefselvernietiging van bot, bindweefsel en epitheel veroorzaakt tandverplaatsing. Osteoclasten worden verzameld uit circulerende monocyten die chemisch worden aangetrokken naar de locatie waar botresorptie plaatsvindt tijdens bothervorming. Een groeifactor, koloniestimulerende factor 1, geproduceerd door de tandfollikel, stimuleert de differentiatie van monocyten tot macrofagen en osteoclasten. Daarnaast produceert het glazuurorgaan, als gevolg van de epidermale groeifactor (EGF), interleukine-1 alfa (IL-1α), een promotor van botresorptie, die follikelcellen aanzet tot de productie van colony stimulating factor 1 (M-CSF). Bij het tanddoorbraakproces kan ook CC chemokine ligand 2 betrokken zijn.
Signalering via de door de receptor geactiveerde NF-κB of NF-κB-ligand of osteoprotegerine-route reguleert de osteoclastogenese. In de top van de tandfollikel voorkomt osteoprotegerine de vorming van osteoclasten en wordt de expressie ervan onderdrukt. Uiteindelijk wordt de differentiatie van osteoblasten aan de basis van de alveolaire ruimte geaccentueerd. Een hoog niveau van runt-related transcription factor 2 (RUNX2), die betrokken is bij de osteoblastdifferentiatie en -functie, is geïndiceerd in het basale deel van de tandfollikel. Downregulatie van de expressie van runt-related transcription factor 2 in het topgedeelte van de tandfollikel, die botverwijdering langs het oppervlak waar de tand doorbreekt ondersteunt, wordt veroorzaakt door de transforming growth factor β (TGF-β. Versnelling van de doorbraak van snijtanden bij knaagdieren blijkt te worden beïnvloed door de epidermale groeifactor (EGF), die de expressie voor de transformatie van TGF-β verhoogt.